# Бажанов, Сергей Викторович
Бажанов Сергей Викторович (род. 23 августа 1954, Ленинград) — российский политический деятель, банкир, экономист, доктор экономических наук, автор учебников по банковскому делу. Владелец и экс-президент Международного банка Санкт-Петербурга (Банк МБСП).

## Биография
Родился в Ленинграде 23 августа 1954 года.
Окончил Ульяновский политехнический институт. С 1982 по 1986 год работал в должности председателя профсоюзного комитета Ульяновского Политехнического института. В 1987—1992 гг. — заместитель генерального директора завода «Контактор».
В 1991 году окончил Академию народного хозяйства СССР в Москве. В 1992 году перешёл на работу в «Инкомбанк», где он возглавил отдел кредитных ресурсов и ценных бумаг ульяновского филиала «Инкомбанка» (Поволжский филиал). В 1993 году возглавил Санкт-Петербургский филиал «Инкомбанка». В 1994 году стал членом правления «Инкомбанка», с 1996 года — вице-президентом банка.
В 1996 году перешёл в «БалтОНЭКСИМ банк», где возглавлял правление банка. Под его руководством банк прочно занял 2-е место в регионе и успешно преодолел кризис 1998 года.
В 1999 году Бажанов стал президентом собственного банка («Петербургский Лесопромышленный Банк», переименованный в дальнейшем в «Международный банк Санкт-Петербурга» — МБСП). 1999—2008 гг. — Президент Международного банка Санкт-Петербурга.
С ноября 2008 по август 2013 год был членом Совета Федерации Федерального Собрания РФ от Ульяновской области. С декабря 2008 по апрель 2009 — член Комитета СФ по финансовым рынкам и денежному обращению, с декабря 2008 по май 2009 — член Комиссии СФ по национальной морской политике, с апреля 2009 по ноябрь 2011 — заместитель председателя Комитета СФ по финансовым рынкам и денежному обращению, с мая 2009 по января 2011 — член Комиссии СФ по физической культуре, спорту и развитию олимпийского движения, с ноября 2011 — член Комитета СФ по бюджету и финансовым рынкам.
В августе 2013 года вернулся в Международный банк Санкт-Петербурга в качестве президента — председателя совета директоров. С октября 2015 года по 15 октября 2018 года — председатель правления Международного Банка Санкт-Петербурга.
Осенью 2018 года выехал за границу и живёт в Лондоне. До этого российские следователи направляли постановления о возбуждении уголовных дел в отношении Сергея Бажанова в связи с злоупотреблением полномочиями и фактам мошенничества. В интервью руководителю проекта "Gulagu.net" Владимиру Осечкину  Сергей Бажанов отверг все обвинения, заявив, что уголовное преследование носит "заказной" характер и связано с попыткой государства установить контроль над Международным Банком Санкт-Петербурга путем объявления преступными обычных хозяйственных сделок.
В декабре 2022 адвокаты Сергея Бажанова получили ответ из Интерпола о том, что он более не является объектом розыска и расследования.

## Банкротство МБСП
31 октября 2018 года МБСП, возглавляемый Сергеем Бажановым, был лишён лицензии. С 15 октября на «Агентство по страхованию вкладов» Центробанком были возложены функции временной администрации МБСП. После возникновения проблем у МБСП, Бажанов продал один из своих крупных активов — бизнес-центр «Глобус», выставлен на продаже парк-отель «Потемкин». Однако в 2019 году его супруга Татьяна Васильевна предприняла попытку оспорить продажу через суд.
1 февраля 2019 года временная администрация банка МБСП обнаружила недостаточность стоимости имущества банка в 12,9 млрд рублей Позднее Центробанк опубликовал информацию о признаках выводов активов из МБСП, был подан иск о банкротстве банка, временная администрация подала заявление в правоохранительные органы.
25 сентября 2019 года Арбитражный суд Санкт-Петербурга и Ленобласти удовлетворил заявление Центрального банка России о признании банкротом АО «Международный банк Санкт-Петербурга». Временная администрация банка попросила суд взыскать с четырёх руководителей банка (Сергея Бажанова, его жены Татьяны, а также членов правления МБСП Максима Анищенкова и Елены Скворцовой) сумму в размере более 85 млн рублей, которую они ранее получили в виде премии.
Согласно данным «Фонтанки» с января по июль 2018 года Бажанов как председатель правления банка настоял на покупке ценных бумаг на сумму 135 млн евро (около 9 млрд российских рублей по курсу), обеспеченных обязательствами кипрской компании Hervet Investments. Деньги с МБСП на счета кипрской фирмы вывели через лондонский филиал финансового холдинга UBS. При этом директором кипрской компании Hervet Investments является Александр Зуев, брат супруги Бажанова, Татьяны.
В конце 2022 года Сергей Бажанов в публичном интервью руководителю проекта «Gulagu.net» Владимиру Осечкину раскритиковал политику руководителей Центрального Банка России и Агентства по страхованию вкладов как по отношению к российским частным банкам вообще, так и по отношению к АО «Международный банк Санкт-Петербурга», заявив, что Центральный банк России искусственно завысил требования к его банку с единственной целью установления над ним государственного контроля.

## Научная и преподавательская деятельность
Доктор экономических наук. Диссертацию по теме «Интеграция российского и международного финансового рынка» защитил в Петербурге в 2006 году.
Преподавал в Петербургском экономическом университете (Финэк), автор учебников и монографий по банковскому делу.

## Личная жизнь
Сергей Бажанов женат. Супруга — Татьяна Васильевна Бажанова, российская предпринимательница, вице-президент АО «МБСП», генеральный директор ООО «Невская волна». Проживает в Санкт-Петербурге. С момента отзыва лицензии у банка распродает личное имущество супругов - недвижимость, оставшуюся в России. Представляет мужа на заседаниях Арбитражного суда.

## Награды
- Медаль ордена «За заслуги перед Отечеством» II степени[1].
- Медаль «В память трехсотлетия Санкт-Петербурга»[1].
- Орден Святого Благоверного князя Даниила Московского III степени[18].
- Орден Преподобного Сергия Радонежского[18].
- Орден Петра Великого[18].
- Почетная грамота Совета Федерации[1].
- Признан лучшим менеджером в финансовой области по итогам 2002 года (Фонд «Лучшие менеджеры новой эпохи»)[18].
- В 2001 и 2002 награждался званием «Банкир года» в номинации региональные банки (агентство «Интерпресс-финансы»)[18].
- В 2002 году «Международный банк Санкт-Петербурга» под руководством Бажанова был признан «Банком года 2002»[18].